# اریک اودل
اریک اودل (انگلیسی: Eric O'Dell؛ زادهٔ ۲۱ ژوئن ۱۹۹۰) بازیکن هاکی روی یخ اهل کانادا است.